# Klitschko (Film)
Klitschko ist ein Dokumentarfilm des deutschen Regisseurs Sebastian Dehnhardt aus dem Jahr 2011 über die beiden Schwergewichtsweltmeister Vitali Klitschko und Wladimir Klitschko. Seine Weltpremiere feierte der Film auf dem Tribeca Film Festival. Am 16. Juni 2011 startete er im Majestic Filmverleih in den Kinos. Die deutsche Kinopremiere fand in der Lichtburg (Essen) und im Berliner Sony Center statt.

## Hintergrund
Klitschko ist eine Produktion von Broadview Pictures, gefördert mit Mitteln der Filmstiftung NRW und des Deutschen Filmförderfonds.
Der mit dem International Emmy Award ausgezeichnete Regisseur Sebastian Dehnhardt begleitete in seinem Kinodebüt die Klitschkos über einen Zeitraum von zwei Jahren in Deutschland, in der Ukraine, in USA, in Kasachstan, in Kanada, in Österreich und in der Schweiz.

Es finden sich Boxszenen aus Kämpfen der Klitschkos wie z. B. gegen Samuel Peter. Ebenso kommen einige ihrer Gegner zu Wort, wie Lennox Lewis und Lamon Brewster. Sie erklären ebenfalls, warum sie nie gegeneinander kämpfen und damit das Angebot von Don King ablehnten.
Auch die Bedeutung von Max Schmeling für die beiden wird deutlich, eine kurze Szene zeigt die Trauerfeier für Schmeling, auf der u. a. Henry Maske spricht.

## Kritik
Hannes Stein schrieb in der Welt, der Film handle von der „Liebe zwischen zwei Brüdern“, die einander durch „Niederlagen und Zusammenbrüche beistehen und durch eine seltsame Mischung von Brüderlichkeit und zähem Beharren zu Weltmeistern“ wurden. Man müsse den „Boxsport nicht lieben, um diesen Film zu genießen, der beinahe zwei Stunden dauert und doch kurzweilig“ bleibe.
Sophie Albers schrieb im Stern, Regisseur Dehnhardt sei ein „beeindruckendes Stück Sportgeschichte“ gelungen, das vor allem von Menschen erzähle. Die Bilder des Films seien „mal ganz sachlich, mal pathetisch, mal emotional nostalgisch alles herausholen[d] aus den Biografien“.

## Auszeichnungen
Der Film gewann 2012 einen Romy als bester Dokumentarfilm (Kino).